# Еналаприл

3D будова еналаприла

Еналаприл — L-пролін, І-[N-[I-(етоксикарбоніл)-3-фенілпропіл]-L-аланіл]-(S)-(Z)-2-бутендіоат (1 : 1); лікарський засіб, що діє на ренін–ангіотензинову систему. Інгібітор АПФ.
Таблетки та розчин для ін'єкцій, код за АТС — С0 9А А 02.

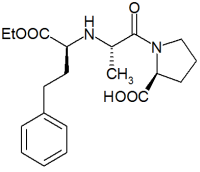
Еналаприл

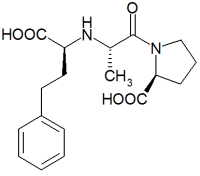
Еналаприлат

В організмі еналаприл швидко розпадається з утворенням еналаприлату, який є потужним інгібітором ангіотензин-перетворюючого ферменту. Гальмування активності ангіотензин-перетворюючого ферменту призводить до зниження концентрації ангіотензину II, збільшення активності реніну у плазмі крові та зниження секреції альдостерону, що приводить до поступового зниження артеріального тиску. При цьому частота серцевих скорочень і серцевий викид практично не змінюються. У хворих на гіпертензію еналаприл знижує артеріальний тиск через 6 — 8 годин на 15 — 20 %. Дія еналаприлу, як правило, триває протягом 24 годин, завдяки чому препарат можна приймати один — два рази на добу. Стабільний терапевтичний ефект досягається через декілька тижнів лікування. Для еналаприлу нехарактерний синдром відміни. У пацієнтів із серцевою недостатністю поліпшує гемодинаміку та гальмує нейрогуморальні впливи, зменшує післянавантаження, що полегшує роботу лівого шлуночка, зменшує його гіпертрофію.
Терапевтичний гемодинамічний ефект еналаприлу здебільшого виявляється через 2 години після приймання препарату і триває протягом 12 годин. Максимальний клінічний ефект в основному досягається через 2 — 4 тижні лікування.
Після інфаркту міокарда еналаприл поліпшує метаболізм і зменшує частоту аритмії після реперфузії міокарда, зменшує гіпертрофію лівого шлуночка. Застосування еналаприлу після інфаркту міокарда може запобігти порушенню функції лівого шлуночка і розвиток серцевої недостатності. У хворих на гіпертензію та з хронічними цереброваскулярними захворюваннями сприятливо впливає на мозковий кровообіг.

## Фармакокінетика
Еналаприл швидко всмоктується у шлунково-кишковому тракті. Після перорального прийняття абсорбується приблизно 60 % еналаприлу. Він метаболізується в печінці до активної речовини препарату — еналаприлату, високоспецифічного активного інгібітора АПФ тривалої дії. Максимальна концентрація еналаприлату в сироватці спостерігається через 3 — 5 годин, а стабільна концентрація в сироватці досягається через 4 дні. 50 — 60 %препарату зв'язується з білками плазми. Еналаприлат виводиться з організму нирками. Нирковий кліренс еналаприлату становить від 8,1 до 9,5 л/год. При регулярному прийманні препарату час напіввиведення еналаприлату із сироватки становить приблизно 11 годин.

## Показання для застосування
- Артеріальна гіпертензія
- Застійна серцева недостатність
- Безсимптомна дисфункція лівого шлуночка (фракція викиду ≤ 35%)[1]

## Побічна дія
Інколи, можуть виникати такі ефекти:
З боку серцево-судинної системи: рідко — артеріальна гіпотензія (у тому числі ортостатична), різні порушення серцевого ритму, інфаркт міокарда, стенокардія.
З боку центральної нервової системи: запаморочення, головний біль, втомлюваність, сонливість, безсоння, нервозність.
З боку дихальної системи: бронхоспазм, сухий кашель, риніт, синусит, інфільтрат легенів, еозинофільний пневмоніт, інфаркт легені, набряк легенів.
З боку шлунково-кишкового тракту та печінки: спастичний біль у шлунку, панкреатит, порушення функції печінки, холестатичний гепатит, жовтяниця, надчеревний біль, мелена, диспепсія, нудота, блювання, запор, сухість у роті, глосит, стоматит, втрата апетиту.
З боку м'язової системи: м'язові спазми.
Викликає гінекомастію у чоловіків.

## Протипоказання
Підвищена чутливість до еналаприлу та інших інгібіторів АПФ; ангіоневротичний набряк в анамнезі; вагітність і лактація.
Під час лікування може підвищитися рівень калію, особливо у пацієнтів із хронічною нирковою недостатністю, хворих на діабет, пацієнтів, які паралельно приймають калійзберігаючі діуретики (такі як спіронолактон, амілорид і триамтерен) або таблетки, що містять калій. Тому не рекомендується паралельне застосування таких ліків.
Ефективність і безпека препарату для лікування дітей ще не встановлені, тому дітям його не призначають. Вагітні й жінки, які годують груддю, не повинні його приймати.

## Синоніми
Берліприл, Енап, Еналозид, Ренітек, Ена Сандоз, Enacard, Vasotec